# Jean Janssens (acteur)
Jean Janssens (7 februari 1999) is een Belgisch acteur, bekend van onder andere Campus 12, D5R, Instaverliefd, Lisa en Assisen: de internaatmoord. Het acteerdebuut van Janssens was de rol van Hanne in Campus 12.
Janssens studeerde humane wetenschappen en vervolgens sociale en militaire wetenschappen aan de Koninklijke Militaire School (2017) en toegepaste psychologie aan de AP Hogeschool Antwerpen.

## Persoonlijk
Eind februari 2022 verklaarde Janssens non-binair te zijn en voor de voornaam Jean te kiezen. In 2025 verklaarde hij in een artikel in het weekblad Humo zich te identificeren als man.

## Televisierollen
| Jaar        | Programma                  | Rol                  |
| ----------- | -------------------------- | -------------------- |
| 2018 - 2020 | Campus 12                  | Hanne Dubois         |
| 2019 - 2021 | Echte Verhalen: SOS 112    | Julie Mintona        |
| 2019 - 2021 | D5R                        | Britt                |
| 2019        | Instaverliefd              | Nora                 |
| 2020        | Instagefikst               | Nora                 |
| 2021 - 2022 | Lisa                       | Pilar                |
| 2021 - 2022 | GameKeepers                | Sari Montero         |
| 2023        | Liefdestips aan mezelf     | Billie               |
| 2023, 2025  | Arcadia                    | Gloria 'Glo' Philips |
| 2023        | De laatste dag             | Olivier              |
| 2023        | Everybody Loves Diamonds   | Nadine               |
| 2023        | Hidden Assets              | Swanns assistent     |
| 2025        | Assisen: De internaatmoord | Pieter-Jan Jacobs    |

## Theater
| Jaar | Programma | Rol          |
| ---- | --------- | ------------ |
| 2020 | Knock-Out | Hanne Dubois |